# Vantieghems sats
Inom talteorin är Vantieghems sats ett kriterium som säger om ett givet tal är ett primtal eller inte. Satsen säger att det naturliga talet n är ett primtal om och bara om
{\displaystyle \prod _{1\leq k\leq n-1}\left(2^{k}-1\right)\equiv n\mod \left(2^{n}-1\right).}
Likaså är n ett primtal om och endast om följande kongruens för polynom i X innehar:
{\displaystyle \prod _{1\leq k\leq n-1}\left(X^{k}-1\right)\equiv n-\left(X^{n}-1\right)/\left(X-1\right)\mod \left(X^{n}-1\right)}
eller:
{\displaystyle \prod _{1\leq k\leq n-1}\left(X^{k}-1\right)\equiv n\mod \left(X^{n}-1\right)/\left(X-1\right).}